# Робин Гуд и Маленький Джон

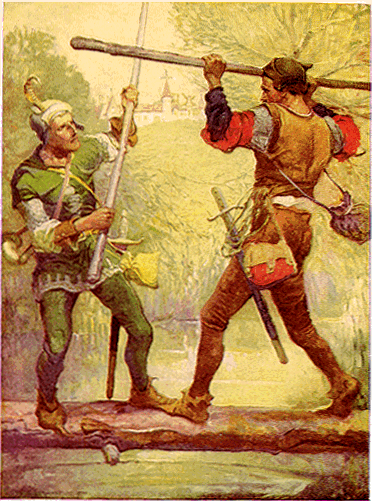
«Робин Гуд и Маленький Джон». Иллюстрация Луиса Джона Рида к его книге Bold Robin Hood and His Outlaw Band: Their Famous Exploits in Sherwood Forest

«Робин Гуд и Маленький Джон» (англ. Robin Hood and Little John; Child 125, Roud 1322) — английская народная баллада, входящая в цикл баллад о Робин Гуде. Как и большинство подобных ей, рано была зафиксирована в печатной форме и ушла из устной традиции. Фрэнсис Джеймс Чайлд в своём собрании приводит один её вариант, который известен из бродсайдов (лубочных листков) первой половины XVII века (имеется запись 1624 года, упоминающая балладу в реестре гильдии книгоиздателей).
На русский язык балладу переводили М. Цветаева и В. Потапова.

## Сюжет
Баллада рассказывает о знакомстве Робин Гуда в двадцатилетнем возрасте с Маленьким Джоном. Робину становится скучно, и он отправляется на прогулку, предупредив своих товарищей, лесных стрелков, что протрубит в рог, если ему будет грозить опасность. Подойдя к узкому мосту через ручей, он видит на другом берегу незнакомца. Им не разминуться, и ни один не хочет пропускать другого. В сердцах они начинают обмениваться угрозами, и Робин замечает, что при помощи своего лука сможет легко утихомирить встречного. Тот возражает, что имеет при себе только посох, и при таком положении вещей использовать лук — удел труса. Робин соглашается и, отойдя к деревьям, выбирает дубовый посох по себе. Он предлагает поединок на мосту, где проигравшим окажется тот, кто будет скинут в воду. Они долго бьются, но в итоге в потоке оказывается Робин. Незнакомец смеётся над ним, а тот признаёт своё поражение. Выбравшись на берег, Робин трубит в рог, и к нему сбегаются товарищи. Уилл Статли спрашивает, почему тот такой мокрый, и Робин указывает на своего противника. Стрелки хотят схватить его, но их предводитель предлагает встречному вступить в их ряды, обещая вольную жизнь. Парень с готовностью соглашается, называя своё имя — Джон Литтл (англ. John Little). Уилл Статли замечает, что имя тому надо бы сменить, выражая готовность побыть крёстным отцом. Лесная братия устраивает импровизированный обряд крещения, где «младенец» обладает семифутовым ростом (213 сантиметров) и широк в обхвате. Уилл, принимая это во внимание, в шутку переставляет части его имени, так что Джон Литтл превращается в Маленького Джона. Стрелки закатывают пир, а Робин обряжает Джона в зелёные одежды и даёт ему лук, говоря, что тот будет отличным стрелком, и рисуя радужную картину лесной жизни. День завершается музыкой и танцами, а на ночь разбойники укрываются в пещерах.
Баллада представляет собой распространённый тип историй о Робине, где тот вступает в схватку с незнакомцем и проигрывает, а потом предлагает тому вступить в лесное братство. Самый ранний и базовый образчик такого типа — баллада «Робин Гуд и гончар» (англ. Robin Hood and the Potter, Child 121).